# Stenospermation
Stenospermation — рід рослин родини ароїдних, що походить із Південної та Центральної Америки. Рослини населяють дощові ліси та хмарні ліси. Етимологія: дав.-гр. στενός — «вузький», σπέρματος — «насіння». Це епіфітні або рідше наземні трав'янисті рослини з каудексом. Листки видовжені. Обгортка початка біла й швидко опадає; ягоди початка білі, жовті чи помаранчеві; насіння видовжене. 

## Опис
Це епіфітні або рідше наземні трав'янисті рослини з каудексом і укоріненням у вузлах, густо облистнені. Листки від видовжено-еліптичних до ланцетних, часто досить товсті, з нечіткими жилками, на колінчатих ніжках. Суцвіття по 1 в пазусі, квітконос довгий, часто звисає. Обгортка початка широка, звивиста, відкрита в квітках, біла, незабаром опадає. Початок циліндричний, на ніжці чи сидячий, укритий двостатевими квітками без оцвітини; квітки голі, складаються з 4 вільних тичинок і однієї зав'язі. Ягоди зворотно-яйцеподібні, на верхівці зрізані, часто кутасті, двійчасті, від білих до помаранчевих, червонувато-помаранчевих або жовтих; насіння 3 і більше на комірку, від булавоподібної до еліптичної форми, з товстою, гладкою оболонкою.

## Загроза і захист
7 видів рослин цього роду занесено до Червоної книги, вони зникають через руйнування середовища проживання.

## Використання
Немає інформації.

## Види
1. Stenospermation adsimile Sodiro — Еквадор, Перу, Болівія
2. Stenospermation ammiticum G.S.Bunting — Венесуела, Гаяна
3. Stenospermation amomifolium (Poepp.) Schott — Венесуела, Колумбія, Еквадор, Перу
4. Stenospermation ancuashii Croat — Перу
5. Stenospermation andreanum Engl. — Панама, Колумбія, Еквадор
6. Stenospermation angosturense Engl. — Колумбія, Еквадор
7. Stenospermation angustifolium Hemsl. — Коста-Рика, Нікарагуа, Гондурас, Панама, Колумбія, Еквадор, Перу
8. Stenospermation arborescens Madison — Еквадор
9. Stenospermation archeri K.Krause — Колумбія
10. Stenospermation benavidesae Croat — Колумбія
11. Stenospermation brachypodum Sodiro — Еквадор
12. Stenospermation condorense Croat & Delannay — Еквадор
13. Stenospermation crassifolium Engl. — Перу
14. Stenospermation densiovulatum Engl. — Еквадор
15. Stenospermation dictyoneurum Croat & Acebey — Болівія
16. Stenospermation ellipticum Croat & D.C.Bay — Валле-дель-Каука в Колумбії
17. Stenospermation escobariae Croat & D.C.Bay — Валле-дель-Каука в Колумбії
18. Stenospermation flavescens Engl. — Еквадор
19. Stenospermation flavum Croat & D.C.Bay — Валле-дель-Каука в Колумбії
20. Stenospermation gentryi Croat — Колумбія
21. Stenospermation glaucophyllum Croat & D.C.Bay — Валле-дель-Каука в Колумбії
22. Stenospermation gracile Sodiro — Еквадор, Перу
23. Stenospermation hilligii Sodiro — Еквадор
24. Stenospermation interruptum Sodiro — Еквадор
25. Stenospermation laevis Croat — Колумбія
26. Stenospermation latifolium Engl. — Еквадор
27. Stenospermation longifolium Engl. — Еквадор, Колумбія
28. Stenospermation longipetiolatum Engl. — Еквадор
29. Stenospermation longispadix Croat — Колумбія
30. Stenospermation longistamineum Croat & Neely — Еквадор
31. Stenospermation maguirei A.M.E.Jonker & Jonker — Гаяна, Суринам
32. Stenospermation majus Grayum — Коста-Рика
33. Stenospermation marantifolium Hemsl. — Коста-Рика, Нікарагуа, Панама
34. Stenospermation mathewsii Schott — Еквадор, Перу, Болівія
35. Stenospermation monsalvae Croat & D.C.Bay — Валле-дель-Каука в Колумбії
36. Stenospermation multiovulatum (Engl.) N.E.Br. — Гватемала, Еквадор, Колумбія, Венесуела, Перу, Гаяна, північний захід Бразилії
37. Stenospermation nebulense G.S.Bunting — штат Амазонас на півдні Венесуели
38. Stenospermation olgae Croat — Колумбія
39. Stenospermation parvum Croat & A.Gomez — Еквадор
40. Stenospermation peripense Sodiro — Еквадор
41. Stenospermation pittieri Steyerm — штат Тачіра на заході Венесуели
42. Stenospermation popayanense Schott — Еквадор, Колумбія
43. Stenospermation pteropus Grayum — Коста-Рика
44. Stenospermation robustum Engl. — Коста-Рика, Панама, Колумбія, Перу
45. Stenospermation rusbyi N.E.Br. — Еквадор, Болівія
46. Stenospermation sessile Engl. — Коста-Рика, Панама
47. Stenospermation spruceanum Schott — Гватемала, Коста-Ріка, Панама, Колумбія, Венесуела, Перу, Гвіани, північний захід Бразилії
48. Stenospermation steyermarkii G.S.Bunting — північ Бразилії, Колумбія, Еквадор, Французька Гвіана, Гаяна, Перу, Суринам, Венесуела
49. Stenospermation subellipticum Sodiro — Еквадор
50. Stenospermation ulei K.Krause — Венесуела, Гаяна, північний захід Бразилії
51. Stenospermation velutinum Croat & D.C.Bay — Валле-дель-Каука в Колумбії
52. Stenospermation wallisii Mast. — Еквадор, Колумбія, Перу
53. Stenospermation weberbaueri Engl. — Колумбія, Еквадор, Перу
54. Stenospermation zeacarpium Madison — Еквадор, регіон Уануко в Перу